# Lycaena helloides

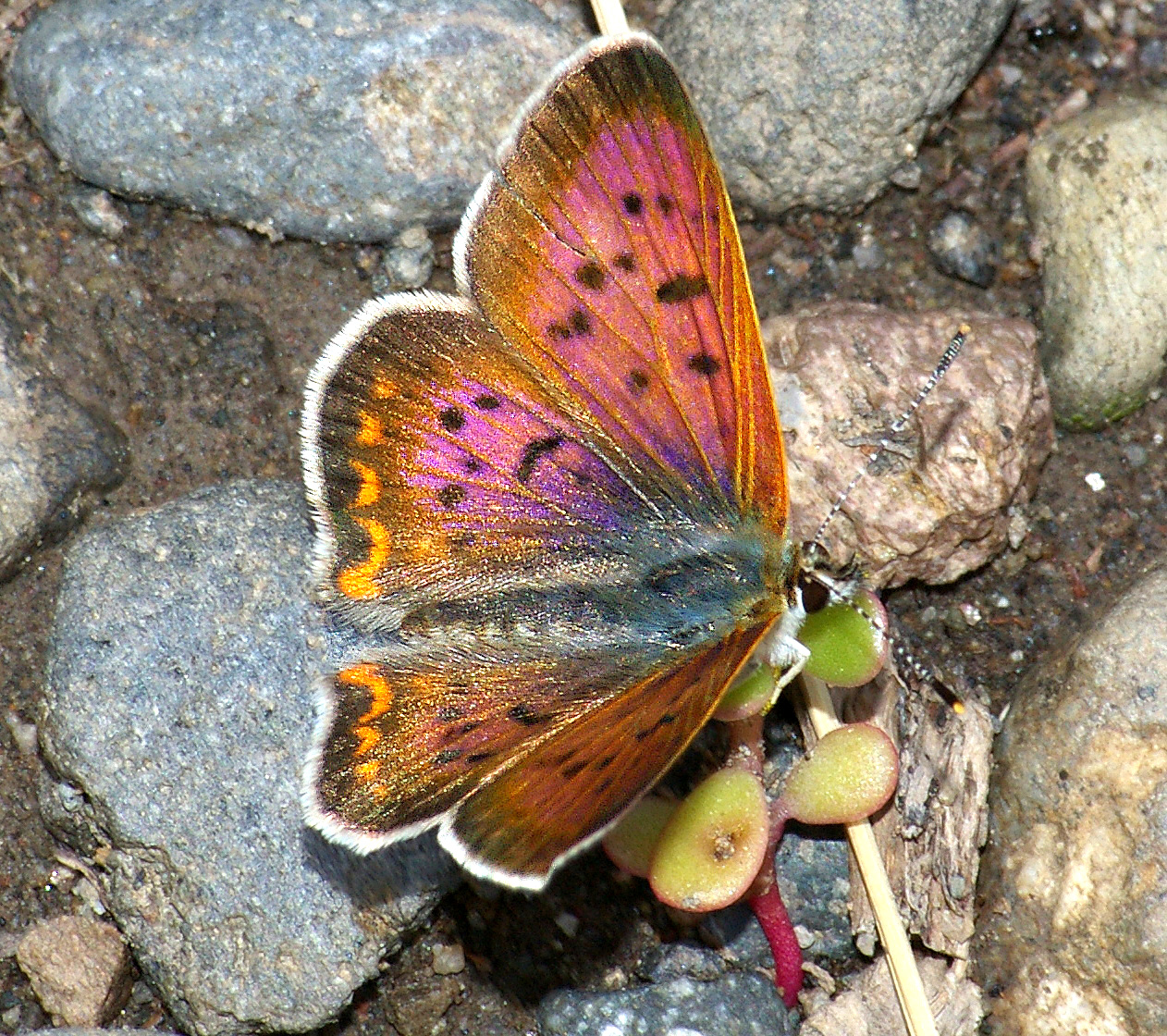
Weibchen

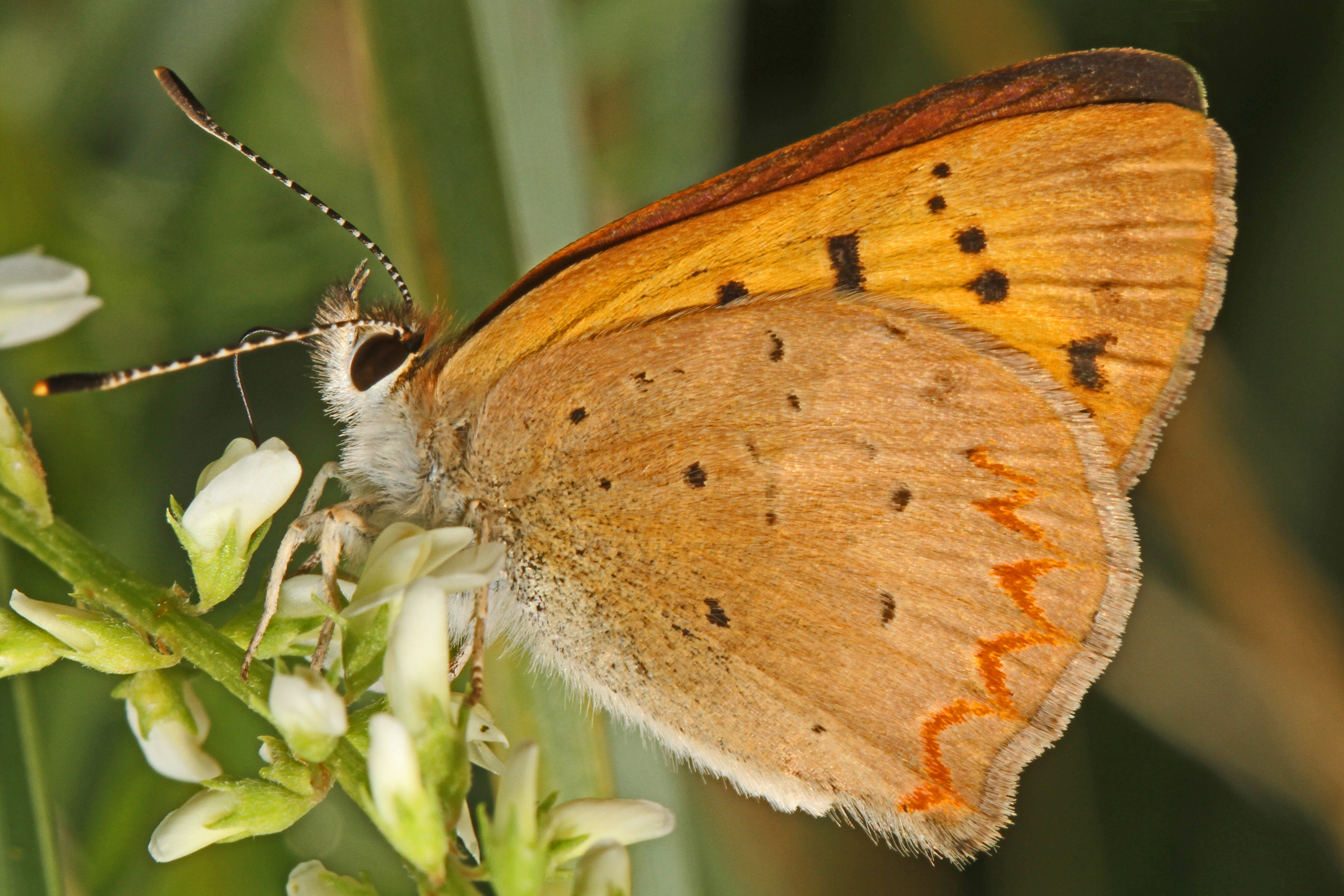
Flügelunterseite

Lycaena helloides ist ein Schmetterling (Tagfalter) aus der Familie der Bläulinge (Lycaenidae).

## Beschreibung

### Falter
Die Flügelspannweite der Falter beträgt 30 bis 38 Millimeter. Die Flügeloberseiten der Flügel bei den Männchen sind orangerot gefärbt und mit einigen schwarzbraunen Flecken und Punkten versehen, der Randbereich ist dunkel, der Saum weißlich. Je nach dem Winkel des Lichteinfalls irisieren sie in violetten Tönungen. Bei den Weibchen sind Farbe und Zeichnung der Flügel ähnlich, sie sind meist etwas blasser und irisieren nicht. In einigen Vorkommensgebieten können die Falter auch bräunliche Farbvarianten aufweisen. Die Oberseite der Hinterflügel beider Geschlechter zeigt am Außenrand eine schmale, orangefarbige, gewellte Binde. Auf den Unterseiten der orangegelben Vorderflügel heben sich schwarze Flecke ab. Die Unterseiten der Hinterflügel sind nahezu einfarbig orange und zeigen nur wenige schwarze Punkte sowie eine rötliche Wellenlinie am Saum. Die Fühler sind abwechselnd schwarz und weiß geringelt.

### Ei
Die weißlichen Eier werden einzeln am Fuß einer Nahrungspflanze abgelegt.

### Raupe
Erwachsene Raupen haben eine grasgrüne Grundfärbung und zeigen gelbliche Linien und Streifen.

### Puppe
Die Puppe ist am Abdomen gelbgrün, am Thorax grasgrün und an den Flügelscheiden cremefarben. Sie ist mit kleinen dunklen Punkten überzogen.

### Ähnliche Arten
Lycaena dorcas unterscheidet sich durch die geringere Flügelspannweite (25 bis 32 Millimeter) und ist im Gesamterscheinungsbild dunkler.

## Verbreitung und Lebensraum
Lycaena helloides kommt von Alaska entlang der nordamerikanischen Westküste bis Baja California vor. Richtung Osten erstreckt sich das Verbreitungsgebiet über den Mittleren Westen bis Ohio und zu den Großen Seen. Die Art lebt bevorzugt an Flussufern, auf feuchten Wiesen oder in felsigen Tälern.

## Lebensweise
Die Falter bilden je nach geographischem Vorkommen bzw. der Höhenlage eine oder mehrere Generationen pro Jahr aus. In klimatisch günstigen Gebieten sind sie von Mai bis Oktober anzutreffen. Zur Aufnahme von Nektar saugen sie gerne an verschiedenen Blüten. Die Raupen ernähren sich von einer Vielzahl von Vogelknöterich- (Polygonum) oder Ampferarten (Rumex). Die Art überwintert als Ei.